# Messerschmitt M28
Die Messerschmitt M28 war ein deutsches Zivilflugzeug, das zum Beginn der 1930er Jahre bei den Bayerischen Flugzeugwerken unter der Leitung von Willy Messerschmitt als spezielles Frachtflugzeug für den in dieser Zeit immer mehr an Bedeutung gewinnenden Luftpostverkehr entwickelt wurde.

## Geschichte
Die Konstruktion erfolgte als Reaktion auf eine Ausschreibung der Luft Hansa aus dem Jahr 1929 für ein Schnellflugzeug zur Postbeförderung, das ihre Strecken zwischen den europäischen Hauptstädten bedienen sollte. Gefordert wurden unter anderem nebeneinanderliegende Sitzplätze von Flugzeugführer und Bordmonteur sowie eine Höchstgeschwindigkeit von 260 km/h mit einem vorgegebenen, von BMW in Lizenz hergestellten Hornet-Sternmotor als Antrieb. Bei der Projektierung des als Parallelentwurf zur A 36 von Focke-Wulf entworfenen Flugzeugs orientierte man sich an den von Messerschmitt gebauten Verkehrsflugzeugen M18, M20 und M24 und legte es deshalb anfangs als Hochdecker aus. Nach eingehenden Leistungberechnungen wurde aber entschieden, den Typ als Tiefdecker zu bauen. Das einzige produzierte Exemplar mit der Werknummer 527 erhielt das Kennzeichen D–2059 und begann mit Franz Sido seine Flugerprobung Mitte Januar, nach anderen Quellen im Februar 1931. Die Tests ergaben zufriedenstellende Leistungen, die die Bedingungen der Luft Hansa mit Ausnahme der durch die hohe Flächenbelastung bedingten relativ hohen Landegeschwindigkeit weitgehend erfüllten. Da die Auftraggeberin aber mittlerweile zu dem Schluss gekommen war, dass ihre Forderungen kein optimal auf den Einsatzzweck zugeschnittenes Muster zuließen, wurde das Programm 1932 eingestellt und die M28 der Deutschen Versuchsanstalt für Luftfahrt übergeben, die sie in ihrem Sitz in Berlin-Adlershof für umfangreiche Festigkeitversuche nutzte. Später wurde sie der Deutschen Luftfahrtsammlung in Berlin hinzugefügt.

## Konstruktion
Die M28 war ein Ganzmetallflugzeug in freitragender Tiefdeckerbauweise. Die Sitze für die zweiköpfige Besatzung waren in der Kabine leicht versetzt angeordnet. Die Tragfläche besaß bis in Höhe des Flügelholms eine Beplankung aus Duraluminiumblechen und war dahinter mit Stoff bespannt. Die Haupträder des nichteinziehbaren und achsenlosen Fahrwerks waren mit aerodynamischen Verkleidungen versehen und am Heck befand sich ein Schleifsporn.

## Technische Daten
| Kenngröße             | Daten                                                                               |
| --------------------- | ----------------------------------------------------------------------------------- |
| Besatzung             | 2                                                                                   |
| Spannweite            | 15,50 m                                                                             |
| Länge                 | 10,00 m                                                                             |
| Höhe                  | 3,00 m                                                                              |
| Flügelfläche          | 25,60 m²                                                                            |
| Flügelstreckung       | 9,0                                                                                 |
| Flächenbelastung      | 107,4 kg/m²                                                                         |
| Leermasse             | 1160 kg                                                                             |
| Zuladung              | 1590 kg                                                                             |
| Startmasse            | 2750 kg                                                                             |
| Antrieb               | ein luftgekühlter Neunzylinder-Viertakt-Sternmotor BMW „Hornet“ mit 525 PS (386 kW) |
| Höchstgeschwindigkeit | 260 km/h                                                                            |
| Reisegeschwindigkeit  | 220 km/h                                                                            |
| Landegeschwindigkeit  | 90 km/h                                                                             |
| Steigzeit             | 3 min auf 1000 m Höhe 12 min auf 3000 m Höhe                                        |
| Dienstgipfelhöhe      | 5200 m                                                                              |
| Reichweite            | 2450 km                                                                             |